# Chris Walley
Chris Walley, född 1995, är en irländsk skådespelare.
Walley har bland annat medverkat i TV-serien Bodkin. Han har även medverkat i filmerna 1917 och The Last Voyage of the Demeter.

## Filmografi (i urval)
- 2019 – 1917
- 2023 – The Last Voyage of the Demeter
- 2024 – Bodkin (TV-serie)